# Montaigu (Manche)
Pour les articles homonymes, voir Montaigu.
Montaigu est une ancienne commune française du département de la Manche.
En 1834, la commune fusionne avec Placy pour former la nouvelle commune de Placy-Montaigu.

## Toponymie
Montaigu est issu du latin mons, « mont » et acutus (« aiguisé, rendu aigu »), qui a suivi la même évolution que l'adjectif en français.

## Administration
| Période | Période | Identité                 | Étiquette | Qualité |
| ------- | ------- | ------------------------ | --------- | ------- |
| 1792    | 1795    | Guillaume Guérin         |           |         |
| 1795    |         | Léonor de Poilley        |           |         |
| 1797    | 1798    | François Delangle        |           |         |
| 1799    | 1811    | Léonor de Poilley        |           |         |
| 1811    | 1826    | Jean-Baptiste de Poilley |           |         |
| 1826    | 1834    | Jean Duchemin            |           |         |

## Démographie
| 1793 | 1800 | 1806 | 1821 | 1831 |
| ---- | ---- | ---- | ---- | ---- |
| 99   | 93   | 124  | 148  | 125  |

## Lieux et monuments
- Tour-clocher de l'église Saint-Georges, dont la nef et le chœur ont été détruits en 1851.